# Badumna senilella
Badumna senilella là một loài nhện trong họ Desidae.
Loài này thuộc chi Badumna. Badumna senilella được miêu tả năm 1907 bởi Embrik Strand.